# アジアハイウェイ18号線
アジアハイウェイ18号線（アジアハイウェイ18ごうせん）は、アジアハイウェイ網の路線の一つ。アジアハイウェイ東南アジア小地域（サブリージョン）の路線の一つ。タイ王国とマレーシアの2か国を経由する。総延長は1,115.8kmである。
アジアハイウェイ2号線の通過地のタイ南部の都市ハートヤイを起点する。タイの区間はマレー半島南シナ海沿岸を経由し南に向かう。タイ・マレーシア国境の町スンガイコーロックの国境検問所を抜けると、マレーシアとなる。
マレーシアの区間も南シナ海沿岸の諸都市を経由し、マレー半島南端の大都市ジョホールバルが終点となる。ジョホールバルでは再びアジアハイウェイ2号線と接続する。ジョホール海峡を跨ぐジョホール・シンガポール・コーズウェイを渡るとシンガポールとなる。

## ルート

### タイ王国
区間延長263.4
km
- 国道43号線（タイ語版） : ハートヤイ（アジアハイウェイ2号線と接続） - ノーンチック（英語版）
- 国道42号線（タイ語版） : ノーンチック - スンガイコーロック（英語版） - スンガイコーロック国境検問所 - （マレーシア）

### マレーシア
区間延長852.4
km
- 連邦道3号線（英語版） : ランタウパンジャン国境検問所 - ランタウパンジャン（英語版） - コタバル - クアンタン - ジョホールバル（アジアハイウェイ2号線と接続） - ジョホール・シンガポール・コーズウェイ - （シンガポール）

## 参考資料
- Asian Highway （英語） - 国際連合アジア太平洋経済社会委員会による解説
- Asian Highway Route Map (PDF)  （英語） - 国際連合アジア太平洋経済社会委員会によるルート図
- Asian Highway Database （英語） - 国際連合アジア太平洋経済社会委員会によるアジアハイウェイに関するデータベース
- Asian Highway Handbook (PDF)  （英語） - 国際連合アジア太平洋経済社会委員会作成ハンドブック
- アジアハイウェイ・プロジェクトの概要 - 国土交通省総合政策局
- アジアハイウェイとは - 国土交通省総合政策局